# Marc Pujol
Marc Pujol Pons, född 21 augusti 1982 i Andorra la Vella, är en andorransk fotbollsspelare.
Med fler än 100 landskamper är Pujol en av Andorras landslags mest kända spelare. Han debuterade för landslaget mot Albanien 2000. Han blev då Andorras yngste landslagsspelare någonsin, 17 år gammal, ett rekord han höll i tre år. Pujol spelade sin 100:e landskamp mot Saint Kitts och Nevis 2022. Han spelar 2024 fortfarande med landslaget, 41 år gammal och är en av sex manliga fotbollsspelare att ha deltagit i sex olika EM-kval.
Vad gäller klubblag har Pujol bland annat spelat för FC Andorra i det spanska seriesystemet, ett flertal klubbar i Andorras högstaliga och några katalanska lag.
Pujol arbetar som lärare.